# Hirvisaari (ö i Norra Savolax, Norra Savolax, lat 63,38, long 26,67)
Hirvisaari är en ö i Finland. Den ligger i sjön Hirvijärvi och i kommunen Pielavesi i den ekonomiska regionen  Övre Savolax ekonomiska region  och landskapet Norra Savolax, i den centrala delen av landet, 400 km norr om huvudstaden Helsingfors. Öns area är 0,5 hektar och dess största längd är 100 meter i nord-sydlig riktning.